# Леонід Баталов
Баталов Леонід Ілліч (9 серпня 1913, Москва, Російська імперія — 24 жовтня 1989, Москва, СРСР) — радянський архітектор. Головний архітектор Останкінської телевежі. Заслужений архітектор РРФСР (1974), лауреат Державної премії РРФСР у галузі архітектури.

## Життєпис
Народився у Москві, проте після Жовтневої революції опинився у Саратовській губернії. У шестирічному віці втратив батьків та жив у дитячих будинках.
В 1936 закінчив Ленінградський інститут інженерів комунального будівництва, після чого продовжив навчання в Москві, в аспірантурі Академії архітектури.
Головний архітектор Останкінської телевежі, автор проектів двох телецентрів та будівлі аеровокзалу на Ленінградському проспекті. Багато творів створив спільно з архітектором Д. Бурдіним.
Помер 24 жовтня 1989 в Москві. Похований у Москві на Троєкурівському цвинтарі (ділянка 2).

## Визнання
- заслужений архітектор РРФСР (1974)
- Державна премія РРФСР в галузі архітектури (1973) - за проектування та будівництво виробничого підприємства